# 西神の倉
西神の倉（にしかみのくら）は、愛知県名古屋市緑区の町名。現行行政地名は西神の倉一丁目及び西神の倉二丁目。住居表示未実施。

## 地理
名古屋市緑区の北東部に位置し、東と西に鳴海町、南に元徳重、北に天白区平針台と接する。

## 歴史

### 沿革
- 2004年（平成16年）10月9日 - 緑区鳴海町字神ノ倉、天白区天白町大字平針字黒石の各一部を編入し、新設[1]。

## 世帯数と人口
2019年（平成31年）3月1日現在の世帯数と人口は以下の通りである。
| 丁目           | 世帯数  | 人口    |
| -------------- | ------- | ------- |
| 西神の倉一丁目 | 211世帯 | 612人   |
| 西神の倉二丁目 | 296世帯 | 802人   |
| 計             | 507世帯 | 1,414人 |

### 人口の変遷
国勢調査による人口の推移
| 2005年（平成17年） | 1,103人 | [ 7 ] |  |
| 2010年（平成22年） | 1,222人 | [ 8 ] |  |
| 2015年（平成27年） | 1,398人 | [ 9 ] |  |

## その他

### 日本郵便
- 郵便番号 : 458-0809[4]（集配局：緑郵便局[10]）。